# توماس هيكس (رسام)
توماس هيكس (بالإنجليزية: Thomas Hicks)‏ هو رسام أمريكي، ولد في 18 أكتوبر 1823 في بنسيلفانيا في الولايات المتحدة، وتوفي في 8 أكتوبر 1890.